# Marcelo Salas
José Marcelo Salas Melinao (* 24. prosinec 1974, Temuco, Chile) je bývalý chilský fotbalový útočník, společně s Elíasem Figueroa a Ivánem Zamoranem patří mezi nejznámější chilské fotbalisty vůbec. V roce 1997 získal ocenění Fotbalista roku Jižní Ameriky. Získal ligový titul v každém klubu, ve kterém během své profesionální kariéry působil.

## Klubová kariéra

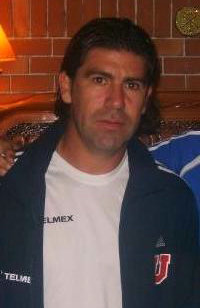
Marcelo Salas

Salas hrál doma v Chile za Universidad de Chile, s nímž získal dva ligové tituly v roce 1994 a 1995. Poté odešel do sousední Argentiny do klubu CA River Plate a i zde získal tituly v argentinské Apertuře i Clausuře. V roce 1998 jej koupilo italské Lazio Řím, kde posbíral celou řadu trofejí, scudetto, italský fotbalový pohár, italský Superpohár, prvenství v Poháru vítězů pohárů 1998/99 a v Superpoháru UEFA. Jeho spoluhráčem byl mj. český záložník Karel Poborský. V roce 2001 byl prodán do Juventusu, kde však zažil stinnější okamžiky kariéry, neboť ho často sužovala zranění, přesto byl i u významných úspěchů tohoto italského celku. V roce 2003 odešel z Juve zpět do CA River Plate na hostování a kariéru ukončil ve věku 33 let v klubu, z něhož odešel do zahraničí, v Universidad de Chile.

## Reprezentační kariéra
V letech 1994–2007 nastupoval v reprezentaci Chile. Zúčastnil se Mistrovství světa 1998 ve Francii, kde Chile vypadlo v osmifinále po prohře 1:4 s jihoamerickým rivalem Brazílií. Salas ve čtyřech zápasech vstřelil 4 góly a získal tak se dvěma dalšími fotbalisty Bronzovou kopačku (Bronze Boot), která se uděluje třetím nejlepším střelcům šampionátu.

## Individuální úspěchy
- Fotbalista roku Jižní Ameriky (1997)[1]
- Bronzová kopačka (MS 1998)